# Las Pilas
Les Pilles (francès: Les Pilles) és un municipi francès situat al departament de la Droma i la regió d'Alvèrnia-Roine-Alps. El 2018 tenia 242 habitants.